# GBP510

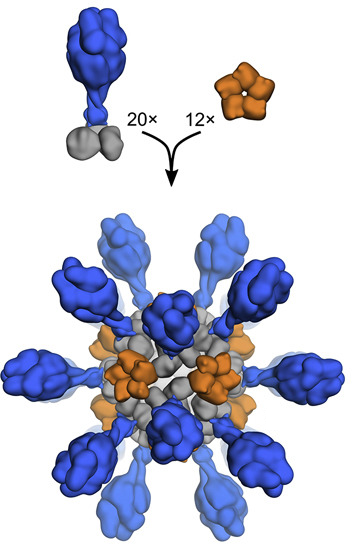
GBP510 enthält Protein-Nanopartikel auf Grundlage des I53-50-Gerüsts. Drei virale Antigene sind als Trimer (blau) an Gerüstproteine (grau) gebunden. Aus 20 dieser Proteinkomplexe und 12 Pentameren weiterer Gerüstproteine (orange) entsteht durch Selbstassemblierung ein Protein-Nanopartikel, das somit insgesamt 60 Antigen-Kopien präsentiert.

GBP510 (Handelsname: Skycovion, international auch SKYCovione) ist ein COVID-19-Impfstoff auf Grundlage von Protein-Nanopartikeln, die Abschnitte des Spike-Proteins von SARS-CoV-2 enthalten. Es handelt sich also um einen rekombinanten Untereinheitenimpfstoff, eine Art von Totimpfstoff. Zur Verstärkung der Impfwirkung enthält GBP510 das Adjuvans AS03. GBP510 wird wie die meisten Impfstoffe intramuskulär verabreicht.
GBP510 wurde von dem Institute for Protein Design der University of Washington und dem südkoreanischen Unternehmen SK Bioscience entwickelt. In Südkorea wurde GBP510 im Juni 2022 zur Impfung von Erwachsenen zugelassen und die südkoreanische Regierung bestellte 10 Millionen Impfdosen. In der EU zog der Hersteller seinen August 2022 bei der  Europäische Arzneimittelagentur eingereichten Zulassungsantrag am 1. September 2023 zurück.
Der Zulassung in Südkorea sowie der Prüfung der Zulassung in der EU liegen Daten zur Immunogenität und Sicherheit von GBP510 zugrunde. Die Zulassung in Südkorea erfolgte dabei auf Grundlage zweier klinischer Studien: einer in Südkorea durchgeführten Phase-1/2-Studie und einer multinationalen Phase-3-Studie.
Zur Wirksamkeit von GBP510 gegenüber der SARS-CoV-2-Variante Omikron oder als Auffrischungsimpfung (Booster) liegen mit Stand Januar 2023 keine veröffentlichten Ergebnisse klinischer Studien vor.

## Pharmakologische Eigenschaften

### Aufbau und Struktur
GBP510 ist ein rekombinanter Untereinheitenimpfstoff aus speziellen Protein-Nanopartikeln (RBD-16GS-I53-50), deren Grundlage das Nanopartikel-Gerüst I53-50 ist. Dieses wurde vorrangig an der University of Washington in den USA entwickelt und wird auch als Plattform zur Entwicklung weiterer Impfstoffe untersucht. Es handelt sich bei I53-50 um Zwei-Komponenten-Nanopartikel, die sich in vitro durch Selbstassemblierung eigenständig zusammensetzen. Die erste Komponente der I53-50-Nanopartikel ist ein Proteinkomplex aus drei viralen Antigenen, die als Trimer an Gerüstproteine gebunden sind. Die zweite Komponente ist ein Pentamer aus weiteren Gerüstproteinen. Jedes Nanopartikel entsteht aus 20 Einheiten der ersten und 12 Einheiten der zweiten Komponente und präsentiert somit insgesamt 60 Antigen-Kopien. Durch die Struktur der Nanopartikel soll die Stabilität und Immunogenität der Antigene verbessert werden.
Bei den präsentierten Antigenen handelt es sich im Fall von GBP510 um Rezeptorbindedomänen (RBD) des Spike-Proteins der ursprünglichen Wildtyp-Variante von SARS-CoV-2. Die SARS-CoV-2-Variante Omikron ist aufgrund von Mutationen in der Lage, vielen gegen die RBD der Wildtyp-Variante gerichteten Antikörpern zu entgehen. Zur Wirksamkeit von GBP510 gegenüber der Omikron-Variante liegen mit Stand Oktober 2022 keine veröffentlichten Ergebnisse klinischer Studien vor. Tierexperimentelle Studien deuten auf eine Schutzwirkung gegenüber Omikron nach einer Auffrischungsimpfung (Booster) mit GBP510 hin, nicht jedoch nach einer Grundimmunisierung mit GBP510.

## Studien

### Phase-1/2-Studie zur Grundimmunisierung (Südkorea)
In der randomisierten, Beobachter-blinden, placebokontrollierten Phase 1/2-Studie wurde die Immunogenität, Reaktogenität und Sicherheit von GBP510 in zwei verschiedenen Dosierungen (10 µg und 25 µg) jeweils mit oder ohne das Adjuvans AS03 in Südkorea untersucht. Die Studie wurde in zwei separaten Abschnitten durchgeführt. Im ersten Abschnitt der Studie sollten die zwei Dosierungen an zwei Gruppen von jeweils 40 gesunden Personen im Alter von 19 bis 55 Jahren getestet werden. Im zweiten Abschnitt sollten die zwei Dosierungen an insgesamt 240 gesunden Personen im Alter von 19 bis 85 Jahren getestet werden, also an einer größeren und im Durchschnitt älteren Gruppe. Die Verabreichung des Impfstoffs sollte in Form einer Grundimmunisierung mit zwei Impfdosen im Abstand von 28 Tagen erfolgen.
Von den insgesamt 328 randomisierten Probanden (Intention-to-treat-Population) erhielten 327 mindestens eine Dosis und 302 planmäßig beide Dosen (Per-Protokoll-Population). Einer der Endpunkte der Studie ist das Auftreten möglicher Nebenwirkungen in Form unerwünschter Ereignisse. Diese wurden bis zu 28 Tage nach der zweiten Impfdosis gezielt nachbeobachtet, wobei u. a. schwerwiegende unerwünschte Ereignisse bis 12 Monate nach der zweiten Impfdosis erhoben wurden. Zu weiteren Endpunkten gehören der Titer von neutralisierenden Antikörpern gegen die ursprüngliche Wildtyp-Variante des SARS-CoV-2-Virus und Antikörpern gegen die Rezeptorbindedomäne des Spike-Proteins von SARS-CoV-2 sowie die zelluläre Immunantwort. Diese Endpunkte wurden bis zu 28 Tage nach der zweiten Impfdosis nachbeobachtet.
Unerwünschte Ereignisse traten nach der Impfung häufiger als nach Placebo auf, vor allem Schmerz an der Einstichstelle, Erschöpfung oder Kopf-, Muskel- oder Gelenkschmerz. Zwischen den zwei Dosierungen (10 µg oder 25 µg) gab es diesbezüglich keine deutlichen Unterschiede. Nach der zweiten Impfdosis traten mehr unerwünschte Ereignisse auf als nach der ersten und bei Adjuvantierung mit AS03 mehr als ohne. Der Schweregrad der Ereignisse war überwiegend gering oder moderat. Insgesamt 1,8 % aller aufgetretenen unerwünschten Ereignisse (23 von 1289) wurde als schwer eingestuft. Diese wurden nahezu ausschließlich bei Adjuvantierung mit AS03 beobachtet. Lebensbedrohliche oder tödliche Ereignisse traten nicht auf. Die Häufigkeit anderer unerwünschter Ereignisse als der typischen Impfreaktionen unterschied sich nicht deutlich zwischen Impfung und Placebo.
Die Reaktogenität war bei jüngeren Teilnehmern (< 65 Jahre) höher als bei älteren (≥ 65 Jahre). Eine Immunogenität im Sinne eines deutlichen Anstiegs der Antikörpertiter wie oben beschrieben wurde zwei Wochen nach der zweiten Impfdosis weitgehend unabhängig von der Dosierung und ausschließlich bei Adjuvantierung mit AS03 beobachtet. Die Autoren der Veröffentlichung zu der Studie schließen aus diesen Ergebnissen, dass der Impfstoff gut verträglich und hoch immunogen ist und ein akzeptables Sicherheitsprofil besitzt.

### Phase-3-Studie zur Grundimmunisierung (multinational)
In einer randomisierten, Beobachter-blinden Phase 3-Studie soll GBP510 mit dem Impfstoff AZD1222 (ChAdOx1-S) des Herstellers AstraZeneca in Bezug auf Immunogenität, Reaktogenität und Sicherheit verglichen werden. Primärer Endpunkt der Studie ist die Immunogenität, gemessen anhand des Titers neutralisierender Antikörper gegen die ursprüngliche Wildtyp-Variante des SARS-CoV-2-Virus zwei Wochen nach der zweiten Impfung. Die Studie wird von dem Hersteller SK Bioscience zusammen mit dem International Vaccine Institute (IVI) durchgeführt. GBP510 wurde in einer Dosierung von 25 µg je Dosis adjuvantiert mit AS03 eingesetzt. Die Verabreichung der Impfstoffe sollte in Form einer Grundimmunisierung mit zwei Impfdosen im Abstand von 28 Tagen erfolgen. Ergebnisse werden für November 2023 erwartet.

## Zulassung
| Staat                  | Zulassungsdatum | Quellen |
| ---------------------- | --------------- | ------- |
| Südkorea               | 29. Juni 2022   | [ 12 ]  |
| Vereinigtes Königreich | 26. Mai 2023    | [ 13 ]  |